# Communauté de communes du Val d'Ay
La communauté de communes du Val d'Ay est une communauté de communes française, située dans le département de l'Ardèche en région Auvergne-Rhône-Alpes.

## Historique
La communauté de communes est créée le 29 novembre 2001, avec effet le même jour, ou le 1er janvier 2002, se substituant au syndicat intercommunal à vocation multiple du canton de Satillieu, créé en 1964 à l'initiative de Jean de Missolz, et regroupant les dix communes du canton. À l'origine prévue pour durer dix ans, la structure est reconduite pour une durée illimitée.
Le schéma départemental de coopération intercommunale de 2015 prévoyait la fusion avec les communautés de communes du Pays de Lamastre et du Pays de Saint-Félicien. Les trois intercommunalités « présentent une unité de territoire, située en totalité en zone de montagne, partageant ainsi une identité de plateau ». Cette fusion est confirmée en mars 2016.
La communauté est cependant finalement maintenue. Au 1er janvier 2017, les communes d'Ardoix et Quintenas rejoignent la communauté d'agglomération Annonay Rhône Agglo. Le siège reste fixé à Quintenas.

### Liste des présidents
| Période | Période | Identité          | Étiquette | Qualité                                        |
| ------- | ------- | ----------------- | --------- | ---------------------------------------------- |
| 1964    | 1975    | Jean de Missolz   |           | Conseiller général - Maire de Saint-Alban-d'Ay |
| 1975    | 1983    | André Broutechoux |           | Maire de Satillieu                             |
| 1983    | 1987    | Jean Vincent      |           | Maire de Quintenas                             |
| 1987    | 2001    | Lucien Brunel     |           | Maire de Saint-Alban-d'Ay                      |
| 2001    | 2002    | Michel Vautaret   |           | Maire de Saint-Pierre-sur-Doux                 |

| Période | Période  | Identité        | Étiquette | Qualité                           |
| ------- | -------- | --------------- | --------- | --------------------------------- |
| 2008    | 2008     | Michel Vautaret |           | Maire de Saint-Pierre-sur-Doux    |
| 2008    | 2014     | Denis Reynaud   |           | Conseiller municipal de Satillieu |
| 2014    | En cours | Brigitte Martin | DVD       | Maire de Saint-Jeure-d'Ay         |

## Territoire communautaire

### Géographie
La communauté de communes est située au nord du département de l'Ardèche, dans l'arrondissement de Tournon-sur-Rhône.
Le nom de la communauté de communes est issu de la rivière l'Ay, affluent rive droite du Rhône.

### Composition
La communauté de communes est composée des 8 communes suivantes :

| Nom                       | Code Insee | Gentilé           | Superficie (km2) | Population (dernière pop. légale) | Densité (hab./km2) |
| ------------------------- | ---------- | ----------------- | ---------------- | --------------------------------- | ------------------ |
| Saint-Romain-d'Ay (siège) | 07292      |                   | 9,36             | 1 168 (2022)                      | 125                |
| Lalouvesc                 | 07128      | Louvetous         | 10,53            | 383 (2022)                        | 36                 |
| Préaux                    | 07185      | Préautais         | 22,33            | 706 (2022)                        | 32                 |
| Saint-Alban-d'Ay          | 07205      | Saint Albanais    | 23,73            | 1 396 (2022)                      | 59                 |
| Saint-Jeure-d'Ay          | 07250      | Saint-Jeure-d'Ois | 6,9              | 497 (2022)                        | 72                 |
| Saint-Pierre-sur-Doux     | 07285      |                   | 21,19            | 110 (2022)                        | 5,2                |
| Saint-Symphorien-de-Mahun | 07299      | Symphoriens       | 19,32            | 117 (2022)                        | 6,1                |
| Satillieu                 | 07309      | Satilliens        | 32,82            | 1 502 (2022)                      | 46                 |

Ces communes appartenaient au canton de Satillieu à la création de la structure intercommunale jusqu'en mars 2015. À la suite du redécoupage des cantons du département, les communes sont rattachées au canton de Lamastre.

### Démographie
| 1968  | 1975  | 1982  | 1990  | 1999  | 2008  | 2013  |
| ----- | ----- | ----- | ----- | ----- | ----- | ----- |
| 6 463 | 6 427 | 6 761 | 7 100 | 7 122 | 8 049 | 8 465 |

## Politique et administration

### Siège
De la création du syndicat intercommunal jusqu'à la fin de l'année 2004, la communauté de communes siégeait dans les locaux de la mairie de Satillieu. Fin 2004, les locaux déménagent rue Centrale, puis en 2014, à Munas.
Par arrêté préfectoral du 8 avril 2015, les statuts sont modifiés : la communauté de communes siège alors à Quintenas.

### Les élus
La communauté de communes est gérée par un conseil communautaire composé de 30 membres représentant chacune des communes membres et élus habituellement pour une durée de six ans.
Ils sont répartis comme suit :
| Nombre de délégués | Communes                                                                      |
| ------------------ | ----------------------------------------------------------------------------- |
| 5                  | Satillieu                                                                     |
| 4                  | Quintenas, Saint-Alban-d'Ay                                                   |
| 3                  | Ardoix, Préaux, Saint-Romain-d'Ay                                             |
| 2                  | Lalouvesc, Saint-Jeure-d'Ay, Saint-Pierre-sur-Doux, Saint-Symphorien-de-Mahun |

Après les élections municipales de mars 2020, le conseil communautaire ne comptera plus que 26 membres, dont la répartition est la suivante :
| Nombre de délégués | Communes                                         |
| ------------------ | ------------------------------------------------ |
| 6                  | Saint-Alban-d'Ay, Satillieu                      |
| 5                  | Saint-Romain-d'Ay                                |
| 3                  | Préaux                                           |
| 2                  | Lalouvesc, Saint-Jeure-d'Ay                      |
| 1                  | Saint-Pierre-sur-Doux, Saint-Symphorien-de-Mahun |

### Présidence
En 2014, le conseil communautaire a élu sa présidente, Brigitte Martin (maire de Saint-Jeure-d'Ay), et désigné ses neuf vice-présidents qui sont :
1. André Ferrand ;
2. Michel Vautaret (Saint-Pierre-sur-Doux) ;
3. Gérard Buche (Saint-Romain-d'Ay) ;
4. Christian Roche (Préaux) ;
5. Sylvain Desbos (Quintenas) ;
6. Jean-François Couette (Lalouvesc) ;
7. Sylvie Bonnet (Ardoix) ;
8. Christophe Collinet (Saint-Symphorien-de-Mahun) ;
9. Denis Reynaud.

### Compétences
L'intercommunalité exerce des compétences qui lui sont déléguées par les communes membres.
Toutes les communautés de communes exercent deux compétences obligatoires. En développement économique, cela concerne particulièrement le développement des activités industrielles, artisanales et tertiaires, par acquisition et aménagement de terrains pour la création de nouvelles zones d'intérêt communautaire, ainsi que la gestion et l'entretien de ces zones créées après 2002 et d'une superficie supérieure à un hectare, ou encore l'élaboration et la réalisation d'opérations rurales collectives. Le développement touristique, tout comme les programmes locaux de développement, entrent également dans le cadre de cette compétence.
En matière d'aménagement de l'espace, elle contribue à la « participation et réalisation d'études générales relatives à l'aménagement et à la gestion de l'espace » comme la création de zones d'aménagement concerté et rural ou la « reconnaissance de la place de l'agriculture ».
Elle exerce neuf compétences optionnelles :
- protection et mise en valeur de l'environnement : collecte, élimination, traitement et valorisation des déchets ménagers et assimilés (avec étude, création et fonctionnement d'un service intercommunal consacré aux déchets) ; itinéraires de randonnées ;
- politique du logement et du cadre de vie : mise en œuvre d'outils de programmation et d'études dans le domaine de l'habitat ; participation aux procédures contractuelles visant à favoriser le logement des personnes âgées ou handicapées et (pour les investissements) concernant la petite enfance ;
- création, aménagement et entretien de la voirie ;
- actions culturelles et sportives ;
- transports scolaires ;
- gendarmerie ;
- énergies ;
- hébergement d'animaux errants ;
- communications électroniques.

### Régime fiscal et budget
La communauté de communes applique la fiscalité professionnelle unique.

## Projets et réalisations
À l'époque du syndicat intercommunal du canton de Satillieu, les deux réalisations les plus importantes furent la création d'une maison de retraite ainsi que la gendarmerie de Satillieu.
Depuis 2002, la communauté de communes a notamment réalisé une zone artisanale à Quintenas, une déchèterie communautaire à Saint-Alban-d'Ay ou encore une maison des énergies à Lalouvesc.

### Sources
- Site sur la population et les limites administratives de la France
- Base nationale sur l'intercommunalité